# Vasilije Micić
Vasilije Micić (ciríl·lic: Василије Мицић, nascut el 13 gener de 1994) és un jugador de bàsquet serbi actualment a l'Anadolu Efes de la lliga turca. És internacional per Selecció nacional de Sèrbia Va ser escollit per Philadelphia 76ers al 52è lloc del draft NBA 2014.Mai s'ha incorporat a la lliga dels EUA.
Amb una alçada de 1,96 metre juga habitualment a la posició de base.

## Palmarès
Ha guanyat la EuroLliga els anys 2021 i 2022 amb Anadolu Efes Istanbul.
Designat MVP de la EuroLliga de la temporada 2020-21.
Designat MVP de les finals de la EuroLliga de 2021 i 2022.